# Serie A (Italia) 2005-06
La Serie A 2005/06 fue la 104.ª edición del campeonato de fútbol de más alto nivel en Italia y la 74.ª desde la creación de la Serie A, compitiendo por segundo año consecutivo con 20 equipos.
La liga comenzó el 28 de agosto de 2005 y terminó el 14 de mayo de 2006. La Juventus se proclamó campeona, pero su título fue revocado debido al Calciopoli, por lo que su campeonato fue otorgado al Internazionale el 26 de julio de 2006 por la Federación Italiana de Fútbol, ganando su 12° scudetto.

## Ascensos y descensos
| Pos | Descendidos de Serie A |
| --- | ---------------------- |
| 17º | Bologna                |
| 19º | Brescia                |
| 20º | Atalanta               |

| Pos | Ascendidos de Serie B |
| --- | --------------------- |
| 1º  | Empoli                |
| 4º  | Treviso               |
| 5º  | Ascoli                |

## Tabla de posiciones
| Pos. | Equipo             | Pts. | PJ | G  | E  | P  | GF | GC | Dif. | Clasificación o descenso                     |
| ---- | ------------------ | ---- | -- | -- | -- | -- | -- | -- | ---- | -------------------------------------------- |
| 1    | Inter de Milán (C) | 76   | 38 | 23 | 7  | 8  | 68 | 30 | +38  | Fase de grupos de la Liga de Campeones       |
| 2    | Roma               | 69   | 38 | 19 | 12 | 7  | 70 | 42 | +28  | Fase de grupos de la Liga de Campeones       |
| 3    | Milan              | 58   | 38 | 28 | 4  | 6  | 85 | 31 | +54  | Tercera ronda previa de la Liga de Campeones |
| 4    | Chievo Verona      | 54   | 38 | 13 | 15 | 10 | 54 | 49 | +5   | Tercera ronda previa de la Liga de Campeones |
| 5    | Palermo            | 52   | 38 | 13 | 13 | 12 | 50 | 52 | −2   | Primera ronda de la Copa de la UEFA          |
| 6    | Livorno            | 49   | 38 | 12 | 13 | 13 | 37 | 44 | −7   | Primera ronda de la Copa de la UEFA          |
| 7    | Parma              | 45   | 38 | 12 | 9  | 17 | 46 | 60 | −14  | Primera ronda de la Copa de la UEFA          |
| 8    | Empoli             | 45   | 38 | 13 | 6  | 19 | 47 | 61 | −14  |                                              |
| 9    | Fiorentina         | 44   | 38 | 22 | 8  | 8  | 66 | 41 | +25  |                                              |
| 10   | Ascoli             | 43   | 38 | 9  | 16 | 13 | 43 | 53 | −10  |                                              |
| 11   | Udinese            | 43   | 38 | 11 | 10 | 17 | 40 | 54 | −14  |                                              |
| 12   | Sampdoria          | 41   | 38 | 10 | 11 | 17 | 47 | 51 | −4   |                                              |
| 13   | Reggina            | 41   | 38 | 11 | 8  | 19 | 39 | 65 | −26  |                                              |
| 14   | Cagliari           | 39   | 38 | 8  | 15 | 15 | 42 | 55 | −13  |                                              |
| 15   | Siena              | 39   | 38 | 9  | 12 | 17 | 42 | 60 | −18  |                                              |
| 16   | Lazio              | 32   | 38 | 16 | 14 | 8  | 57 | 47 | +10  |                                              |
| 17   | Messina            | 31   | 38 | 6  | 13 | 19 | 33 | 59 | −26  |                                              |
| 18   | Lecce (D)          | 29   | 38 | 7  | 8  | 23 | 30 | 57 | −27  | Descenso de categoría                        |
| 19   | Treviso (D)        | 21   | 38 | 3  | 12 | 23 | 24 | 56 | −32  | Descenso de categoría                        |
| 20   | Juventus (D)       | 91   | 38 | 27 | 10 | 1  | 71 | 24 | +47  | Descenso de categoría                        |

 Fuente: [cita requerida]
Notas:
1. 1 2 3  Por haber estado involucrados en el escándalo del Calciopoli, fueron sancionados con una reducción de 30 puntos.
2. ↑  Parma se clasificó para la primera ronda de la Copa de la UEFA 2006-07 debido a que los finalistas de la Coppa Italia 2005-06 (Inter de Milán y Roma) se clasificaron para la Liga de Campeones, por lo que el cupo que otorgaba dicho torneo pasó al 7° clasificado.
3. ↑  Messina originalmente había descendido de categoría, pero gracias al descenso administrativo de la Juventus, el equipo volvió a formar parte de la Serie A para la siguiente temporada.
4. ↑  Juventus originalmente había sido campeón de la temporada, pero debido al escándalo del Calciopoli, se le retiró el título que había conseguido en esta temporada y en la anterior (el título de esta temporada se le entregó al Inter de Milán), y fue descendido administrativamente a la Serie B.

|                |
| Campeón        |
| Internazionale |
| 14º título     |

## Resultados
|               | Ascoli calcio | Bologna | Brescia | Chievo | Empoli | Inter | Juventus | Lazio | Lecce | Milan | Modena | Parma | Perugia | Reggina | Roma | Sampdoria | Siena | Udinese |
| ------------- | ------------- | ------- | ------- | ------ | ------ | ----- | -------- | ----- | ----- | ----- | ------ | ----- | ------- | ------- | ---- | --------- | ----- | ------- |
| Ascoli calcio |               | 3-2     | 1-1     | 0-2    | 2-1    | 0-2   | 2-3      | 0-1   | 0-2   | 0-2   | 1-1    | 0-2   | 0-0     | 1-1     | 0-0  | 0-1       | 0-0   | 0-3     |
| Bologna       | 3-2           |         | 3-0     | 3-1    | 2-1    | 0-2   | 0-1      | 2-1   | 1-1   | 0-2   | 1-1    | 2-2   | 2-2     | 2-2     | 0-4  | 0-1       | 3-1   | 2-0     |
| Brescia       | 5-2           | 0-0     |         | 1-1    | 2-0    | 2-2   | 2-3      | 2-1   | 1-2   | 0-1   | 0-0    | 2-3   | 1-1     | 4-4     | 1-0  | 1-1       | 4-2   | 1-2     |
| Chievo        | 1-0           | 2-1     | 3-1     |        | 0-0    | 0-2   | 1-2      | 0-0   | 2-3   | 0-2   | 2-0    | 0-2   | 4-1     | 0-0     | 0-3  | 1-1       | 1-1   | 0-0     |
| Empoli        | 2-0           | 2-0     | 1-1     | 0-1    |        | 2-3   | 3-3      | 2-2   | 0-0   | 0-1   | 0-3    | 1-0   | 1-0     | 1-1     | 0-2  | 1-1       | 1-0   | 2-0     |
| Inter         | 3-0           | 4-2     | 1-3     | 0-0    | 0-1    |       | 3-2      | 0-0   | 3-1   | 1-3   | 2-0    | 1-0   | 2-1     | 6-0     | 0-0  | 0-0       | 4-0   | 1-2     |
| Juventus      | 3-0           | 2-1     | 2-0     | 1-0    | 5-1    | 1-3   |          | 1-0   | 3-4   | 0-0   | 3-1    | 4-0   | 1-0     | 1-0     | 2-2  | 2-0       | 4-2   | 4-1     |
| Lazio         | 4-2           | 2-1     | 0-1     | 1-0    | 3-0    | 2-1   | 2-0      |       | 4-1   | 0-1   | 2-1    | 2-3   | 3-1     | 1-1     | 1-1  | 1-1       | 5-2   | 2-2     |
| Lecce         | 3-1           | 1-2     | 1-4     | 1-2    | 2-1    | 2-1   | 1-1      | 0-1   |       | 1-1   | 1-0    | 1-2   | 1-2     | 2-1     | 0-3  | 0-0       | 0-0   | 2-1     |
| Milan         | 5-0           | 2-1     | 4-2     | 2-2    | 1-0    | 3-2   | 3-1      | 1-0   | 3-0   |       | 2-0    | 3-1   | 2-1     | 3-1     | 1-0  | 3-1       | 2-1   | 1-2     |
| Modena        | 2-1           | 2-0     | 1-1     | 0-3    | 1-1    | 1-1   | 0-2      | 1-1   | 2-0   | 1-1   |        | 2-2   | 1-0     | 1-2     | 0-1  | 1-0       | 1-3   | 0-1     |
| Parma         | 3-1           | 0-0     | 2-2     | 3-1    | 4-0    | 1-0   | 2-2      | 0-3   | 3-1   | 0-0   | 3-0    |       | 3-0     | 1-2     | 1-4  | 1-0       | 1-1   | 4-3     |
| Perugia       | 1-0           | 4-2     | 2-2     | 0-2    | 1-1    | 2-3   | 1-0      | 1-2   | 2-2   | 1-1   | 1-1    | 2-2   |         | 0-0     | 0-1  | 3-3       | 2-2   | 3-3     |
| Reggina       | 0-0           | 0-0     | 0-0     | 0-0    | 2-0    | 0-2   | 0-2      | 2-1   | 1-3   | 2-1   | 1-1    | 1-1   | 1-2     |         | 0-0  | 2-2       | 2-1   | 0-1     |
| Roma          | 3-0           | 1-2     | 5-0     | 3-1    | 3-0    | 4-1   | 4-0      | 2-0   | 3-1   | 1-2   | 1-0    | 2-0   | 1-3     | 2-0     |      | 3-1       | 6-0   | 1-1     |
| Sampdoria     | 2-0           | 3-2     | 2-1     | 1-0    | 2-0    | 2-2   | 1-2      | 1-2   | 2-2   | 0-3   | 1-1    | 1-2   | 3-2     | 2-0     | 0-0  |           | 2-1   | 1-3     |
| Siena         | 3-2           | 0-0     | 0-1     | 1-2    | 4-0    | 0-1   | 1-3      | 3-0   | 2-1   | 1-2   | 4-0    | 1-2   | 2-1     | 0-0     | 0-0  | 0-0       |       | 1-0     |
| Udinese       | 3-0           | 1-3     | 4-3     | 1-1    | 2-0    | 0-0   | 0-0      | 1-2   | 1-0   | 0-0   | 1-0    | 1-1   | 1-1     | 1-0     | 1-2  | 0-1       | 1-1   |         |

## Estadísticas

### Goleadores
- Datos según la página oficial de la competición Archivado el 17 de enero de 2011 en Wayback Machine..

| Luca Toni                                 | Fiorentina     | 31 | 38 |
| David Trezeguet                           | Juventus       | 23 | 32 |
| David Suazo                               | Cagliari       | 22 | 37 |
| Cristiano Lucarelli                       | Livorno        | 19 | 36 |
| Andriy Shevchenko                         | Milan          | 19 | 28 |
| Francesco Tavano                          | Empoli         | 19 | 37 |
| Alberto Gilardino                         | Milan          | 17 | 34 |
| Tommaso Rocchi                            | Lazio          | 16 | 37 |
| Julio Cruz                                | Internazionale | 15 | 31 |
| Francesco Totti                           | Roma           | 15 | 24 |
| Última actualización: 24 de abril de 2015 |                |    |    |

### Tripletes o más
| Fecha      | Jugador         | Goles           | Local          |  | Resultado |  | Visitante     | Rep.                                                                                                   |
| ---------- | --------------- | --------------- | -------------- |  | --------- |  | ------------- | --- |
| 28-8-2005  | Adriano         | 7' · 13' · 18'  | Internazionale |  | 3:0       |  | Treviso       | Rep. (enlace roto disponible en Internet Archive; véase el historial, la primera versión y la última). |
| 22-10-2005 | Luca Toni       | 2' · 24' · 60'  | Fiorentina     |  | 4:1       |  | Parma         | Rep. (enlace roto disponible en Internet Archive; véase el historial, la primera versión y la última). |
| 29-1-2006  | David Trezeguet | 7' · 13' · 18'  | Ascoli         |  | 1:3       |  | Juventus      | Rep.                                                                                                   |
| 12-2-2006  | Filippo Inzaghi | 14' · 52' · 93' | Reggina        |  | 1:4       |  | Milan         | Rep.                                                                                                   |
| 9-4-2006   | Kaká            | 62' · 69' · 91' | Milan          |  | 4:1       |  | Chievo Verona | Rep.                                                                                                   |

## Fichajes

### Fichajes más caros
| Pos. | Jugador           | Club de destino | Club de origen | Precio (€) | Ref.  |
| ---- | ----------------- | --------------- | -------------- | ---------- | ----- |
| 1.º  | Alberto Gilardino | Milan           | Parma          | 25.000.000 |       |
| 2.º  | Patrick Vieira    | Juventus        | Arsenal        | 20.000.000 | [ 1 ] |
| 3.º  | Walter Samuel     | Internazionale  | Real Madrid    | 16.000.000 |       |